# Cernești (okręg Botoszany)
Cernești – wieś w Rumunii, w okręgu Botoszany, w gminie Todireni. W 2011 roku liczyła 691 mieszkańców.